# Tismomorpha inexpectata
Tismomorpha inexpectata är en bönsyrseart som beskrevs av Scott LaGreca 1966. Tismomorpha inexpectata ingår i släktet Tismomorpha och familjen Mantidae. Inga underarter finns listade i Catalogue of Life.